# Cerapachys majusculus
Cerapachys majusculus é uma espécie de formiga do gênero Cerapachys.